# Järstorps kyrka
Järstorps kyrka är en kyrkobyggnad i Järstorp i Växjö stift. Den är församlingskyrka i Jönköpings församling och ligger 7 km väster om Jönköping. 

## Kyrkobyggnaden
Den vilar på en medeltida grund. På samma plats har det funnits kyrka sedan 1100-talet. År 1831 förlängdes kyrkan åt öster, och ingången flyttades till västra gaveln. På östra gaveln byggdes en ny sakristia. 1864 uppfördes det nuvarande tornet i väster.
En omfattande upprustning företogs 1937–1938, under ledning av stadsarkitekten i Jönköping, Göran Pauli. I samband därmed kunde nedre delen av dopfunten från slutet av 1200-talet återbördas till kyrkan efter att under en lång rad av år fungerat som fot till ett trädgårdsbord.

## Inventarier
En runsten finns inmurad i nordvästra väggen av kyrkan. På denna sten är det gamla sockennamnet, Jarnstorp, inristat. På kyrkans väggar är olika adelssläkters vapensköldar uppsatta. Vidare har kyrkan en oljemålning föreställande Jesu uppståndelse, av konstnären Gunnar Zilo.

### Orgel
- 1864 bygger Erik Nordström en orgel med 10 1⁄2 stämmor. Större delen av orgeln finns magasinerad.
- Den nuvarande orgeln är byggd 1962 av Frede Aagaard, Månsarp och är en mekanisk orgel. Fasaden är från 1864 års orgel.

| Huvudverk I   | Öververk II         | Pedal         | Koppel |
| Gedackt 8´    | Rörflöjt 8´         | Subbas 16´    | I/P    |
| Principal 4´  | Pommer 4´           | Borduna 8´    | II/P   |
| Täckflöjt 4´  | Principal 2´        | Kvintadena 4´ | II/I   |
| Blockflöjt 2´ | Nasat 1 1/3'        |               |        |
| Mixtur 3 chor | Sesquialtera 2 chor |               |        |
| Dulcian 8'    |                     |               |        |